# Kerma-Kultur

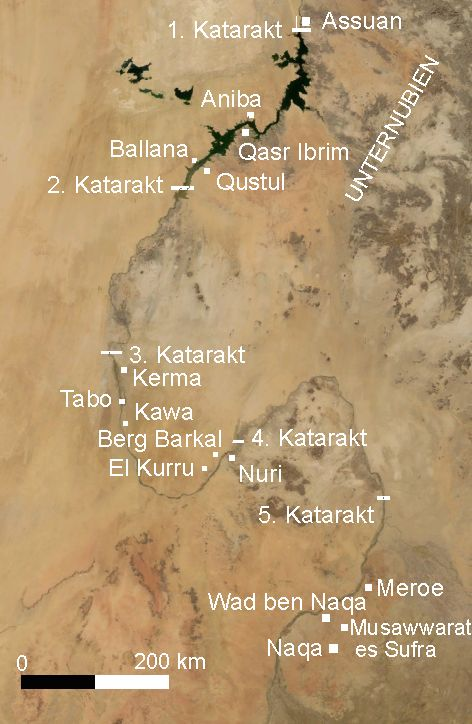
Nubien

Die Kermakultur ist eine vorgeschichtliche Kultur in Obernubien.
Das Königreich von Kerma hat sich aus der Kerma-Kultur entwickelt, die sich wiederum in mehrere Phasen unterteilen lässt: Prä-, Früh- und Mittel-Kerma sowie das klassische Kerma und das Spät-Kerma. Die Kermakultur ist im Norden bis zum zweiten Nil-Katarakt belegt. Ihre Südausdehnung ist noch unbestimmt. Typisch ist die feine, rot-braune Keramik mit schwarzem oberen Rand. Die Keramik war zunächst handgemacht, später aber auch auf der Töpferscheibe geformt (seit dem Klassischen-Kerma). Lebensgrundlage waren die Landwirtschaft und besonders die Viehzucht.

## Erforschung
George Andrew Reisner untersuchte 1913 und 1916 bei Kerma die Reste des Hauptortes dieser Kultur. Die Funde waren unerwartet reich, was diese Kultur relativ schnell bekannt machte. Nach dieser ersten wichtigen Entdeckung gab es lange Zeit nur kleine vereinzelte Grabungen an Orten der Kerma-Kultur in Sudan, was sich erst in den letzten Jahren mit einem verstärkten Interesse an Nubien änderte. Auch am Ort Kerma selbst wurde erneut intensiv geforscht. Matthieu Honegger setzte hier ab 2005 die Arbeit von Charles Bonnet fort.

## Phasen

### Prä-Kerma
Prä-Kerma (ca. 3500–2500 v. Chr.) ist ungefähr zeitgleich mit der A-Gruppe in Unternubien und mit dieser stark verwandt. Es ist sogar vermutet worden, dass sie mit dieser identisch ist. In Kerma gibt es wohl eine große Siedlung dieser Zeitstufe. Es wird aber trotzdem von einer halbnomadischen Lebensweise ausgegangen.

### Früh-Kerma
Die Phase des Früh-Kermas (ca. 2500–2000 v. Chr.) ist nicht sehr gut belegt. Sie mischte sich teilweise mit der C-Gruppe. Es gibt wenige Importe aus Ägypten. Die Gräber mit unterschiedlich reichen Ausstattungen lassen auf eine gewisse soziale Differenzierung schließen.

### Mittel-Kerma
Das Mittel-Kerma (ca. 2000–1700 v. Chr.) hatte seine Zentren in Sai und Kerma.

### Klassisches Kerma
In dieser Phase (ca. 1700–1550 v. Chr.) kam es zur Staatsbildung: das Königreich von Kerma. Das Zentrum befand sich in der Stadt Kerma in Obernubien und war eines der größten kulturellen Zentren während dieser Zeit in Nubien. In Kerma gab es eine Stadt, einen Tempel, sowie einen Friedhof, der viele Hügelgräber aufwies. In den größten Grabanlagen wurden Menschenopfer dargebracht. Häufige Waffenbeigaben lassen auf eine kriegerische Natur der Kermaleute dieser Zeit schließen.
George Andrew Reisner glaubte, dass Kerma der Sitz eines ägyptischen Herrschers war. Seine Theorie stützte sich auf die gefundenen ägyptischen Statuen in den großen Gräbern, welche besonders zu Ehren angesehener Personen errichtet worden sein müssten. Reisners Fehldeutungen lagen allerdings in den vielen Klischees und Vorurteilen der 1920er Jahre. Archäologen neigten in jener Zeit dazu, die Entdeckungen einer schwarzen Hochkultur herunterzuspielen.
Die Zahl der Funde zeigt die Macht Kermas, besonders als es in der Zweiten Zwischenzeit die Reichsgrenzen Ägyptens bedrohte. Dies ist auch durch eine neuerlich gefundene ägyptische Inschrift in einem Grab in Elkab bestätigt worden. Diese berichtet von einem Angriff der Kermaleute auf Ägypten, verbunden mit einem Beutezug. Von diesem Beutezug dürften auch die meisten der in Kerma gefundenen ägyptischen Statuen und Objekte stammen. Die Kermaleute kontrollierten von da ab auch die ägyptischen Festungen in Unternubien. Von dort ist auch der Name eines Kermaherrschers Nedjeh bekannt, der in der biographischen Inschrift eines Ägypters genannt wird.
Die Ausgrabungsstätte Gism el-Arba liegt nördlich des 3. Kataraktes zwischen Dongola und Kerma. Die in einem 6 × 8 km² großen Gebiet bisher freigelegten 20 Dörfer waren von der Mitte des 3. bis zur Mitte des 2. Jahrtausends besiedelt. Ab Beginn des Mittel-Kerma wurden rechteckige, etwa 4 × 6 m² große Gebäude aus Lehmziegel errichtet. Die Siedlungen und einige östlich davon liegende Friedhöfe wurden zu Beginn des Späten Kerma aufgegeben.
Vereinzelte Kermagräber sind auch im Ägypten der Zweiten Zwischenzeit gefunden worden. Diese Gräber mögen von Soldaten stammen, die bei dem Ägyptenfeldzug in diesem Land starben. Daneben mag ein Teil der in Ägypten gefundenen Kermakeramik auch gehandelt worden sein.

### Spätes Kerma
Das Späte Kerma datiert ca. 1550–1450 v. Chr. Unter Thutmosis I. zog das ägyptische Heer in mehreren Feldzügen südwärts, was zu einer Einverleibung Nubiens durch Ägypten führte und der Geschichte des Königreichs von Kerma ein Ende setzte. Die Kermakultur lässt sich an einigen Orten noch einige Zeit nachweisen, ist dann aber größtenteils von der ägyptischen Kultur verdrängt worden.